# Barbara Hall
Barbara Hall (Chatham (Virginia), 17 juli 1960) is een Amerikaans scenarioschrijver en televisieproducent.
Hall is de bedenkster, schrijfster en producer van de CBS-series Joan of Arcadia en Madam Secretary. Ook voor CBS produceerde ze Judging Amy. Ze is ook een medeproducer van Homeland, een serie van de CBS-betaalzender Showtime.